# Ерік Бісґорд
Ерік Бісґорд (дан. Erik Bisgaard, 25 січня 1890 — 21 червня 1987) — данський академічний веслувальник.
Бронзовий призер Олімпійських Ігор 1912 року в складі розпашної четвірки зі стерновим.